# Универзитет Париз-Сакле
Универзитет Парис-Сацлаи (фр. Université Paris-Saclay, UPSa) је француски универзитет основан 2015. и налази се у Жиф сир Ивету.
Од октобра 2023. године, универзитет је партнер ИПСА-е за двоструке дипломе из ваздухопловства.